# Lophocampa thyophora
Lophocampa thyophora is een beervlinder uit de familie van de spinneruilen (Erebidae). De wetenschappelijke naam van de soort is voor het eerst geldig gepubliceerd in 1896 door William Schaus.
De soort komt voor in Venezuela.